# شاك تين فونغ
شاك تين فونغ (بالصينية: 翟廷峯) (27 نوفمبر 1989 بهونغ كونغ في الصين - ) هو لاعب كرة قدم صيني في مركز الدفاع. شارك مع منتخب هونغ كونغ تحت 23 سنة لكرة القدم ومنتخب هونغ كونغ لكرة القدم. أما مع النوادي، فقد لعب مع نادي جنوب الصين وMetro Gallery FC ‏ وهونغ كونغ رينجرز.

## وصلات خارجية
- شاك تين فونغ على موقع قاعدة بيانات كرة القدم.إي يو (الإنجليزية)
- شاك تين فونغ على موقع ناشيونال فوتبول تيمز (الإنجليزية)
- شاك تين فونغ على موقع Soccerway.com (الإنجليزية)